# Členové rodu Pallavicini na panství Jemnice – Staré Hobzí

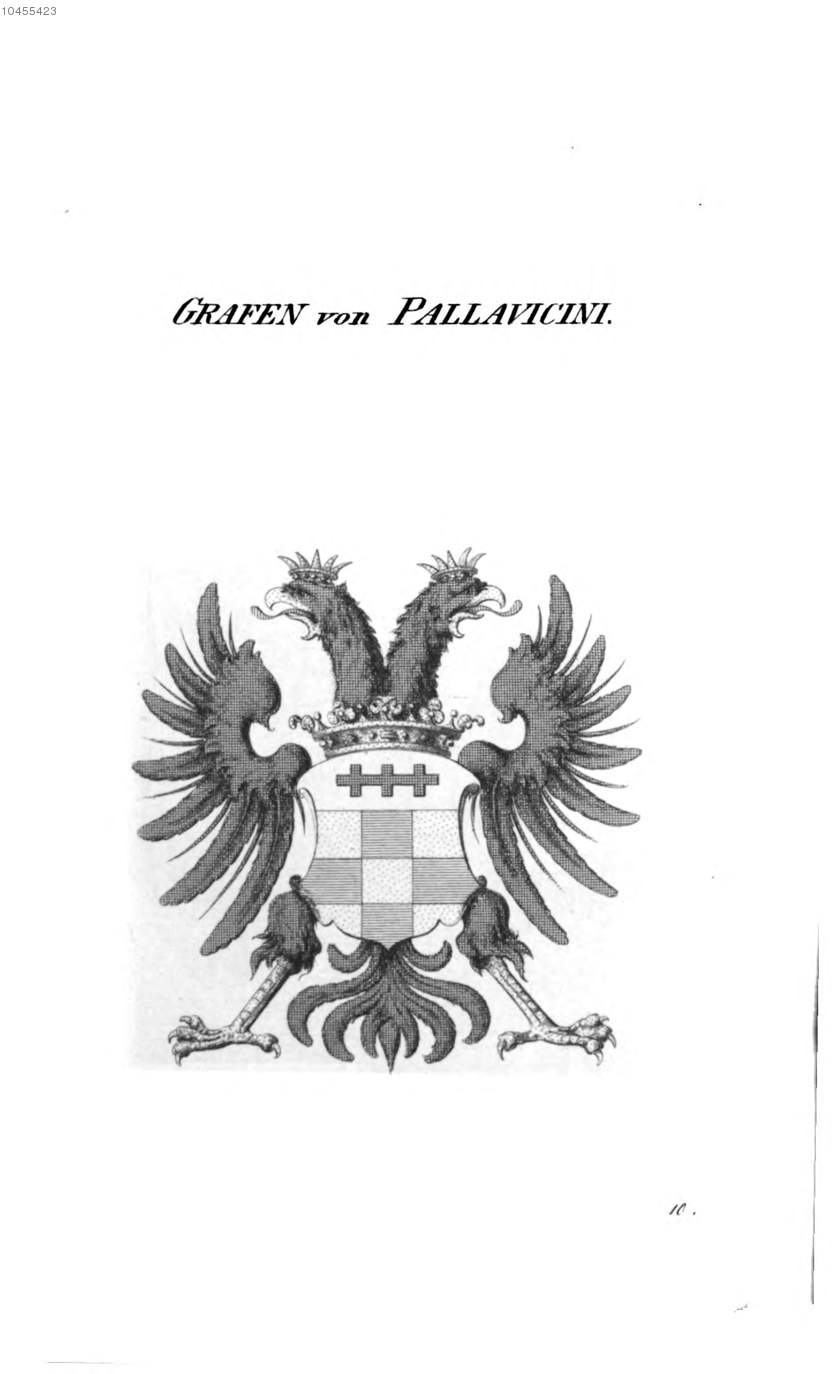
Erb rodu Pallavicini (kolem roku 1868)

Starý italský šlechtický rod Pallavicini, který se postupně usadil na území Bavorska a Rakouska-Uherska (Maďarska, Rakouska, Čech, Moravy a Slovenska), vytvořil čtyři hlavní rodové linie: lombardskou, janovskou, Rospigliosi-Pallavicini a Varani-Pallavicini. Nejstarší rodovou linií je lombardská, kterou založil v 10. století hrabě Adalbert, příbuzný markrabat z Badenu. V roce 981 obdržel Adalbert od císaře Svaté říše římské Oty II. lénem oblasti Parma, Piacenza a Cremona. Jeho dědicové majetky rozšířili a vedli pod názvem „stato Pallavicino”.
V Rakousku-Uhersku zdomácnělý rod Pallavicini pocházel z linie janovské, jejíž člen Gian Luca (Johann Lukas), vyslanec Janovské republiky přišel v roce 1731 do Vídně a brzy nato vstoupil do služeb císaře Karla VI., arcivévody rakouského, krále českého, uherského, markraběte moravského. Jeho syn Karel se oženil s hraběnkou Leopoldinou Zichy. Z manželství pocházející nejstarší syn Eduard (1787–1839) obdržel na základě zákona z roku 1827 maďarské státní občanství a založil majorátní majetek Mindszent a Algyő (Mindszentalgyő). Jeho nejstarší syn, markrabě Alfons Pallavicini (1807–1875), zakoupil 29. ledna 1841 panství Jemnice – Staré Hobzí. Na popud jeho manželky Gabriely, rozené Fürstenberg, prošel zámecký areál v Jemnici velkolepou přestavbou. Fideikomisní majetky v Uhersku, na Moravě a v Čechách zdědil nejstarší syn Alexander (1853–1933) a podle rodové tradice pak jeho nejstarší syn Alfons (1883–1958).
Konec první světové války, porážka Rakouska-Uherska a vznik národních států na území bývalé monarchie představoval pro rodinu Pallavicini závažný zlom v jejich majetkové situaci. K rozpuštění fideikomisního majetku došlo v Československu, oproti ostatním státům bývalé monarchie (včetně Rakouska), už v průběhu pozemkové reformy. Úplnou ztrátu pak znamenalo v poválečném Československu odnětí majetku na základě dekretu prezidenta republiky z 21. června 1945 č. 12/1945 Sb., dekretu presidenta republiky ze dne 25. října 1945, č. 108 Sb., o konfiskaci nepřátelského majetku a Fondech národní obnovy, na Slovensku podle nařízení č. 104/1945 Sb. n. Slovenské národní rady, ve znění nařízení č. 64/1946 Sb. n. SNR.

## Založení rodové linie v rakousko-uherské monarchii

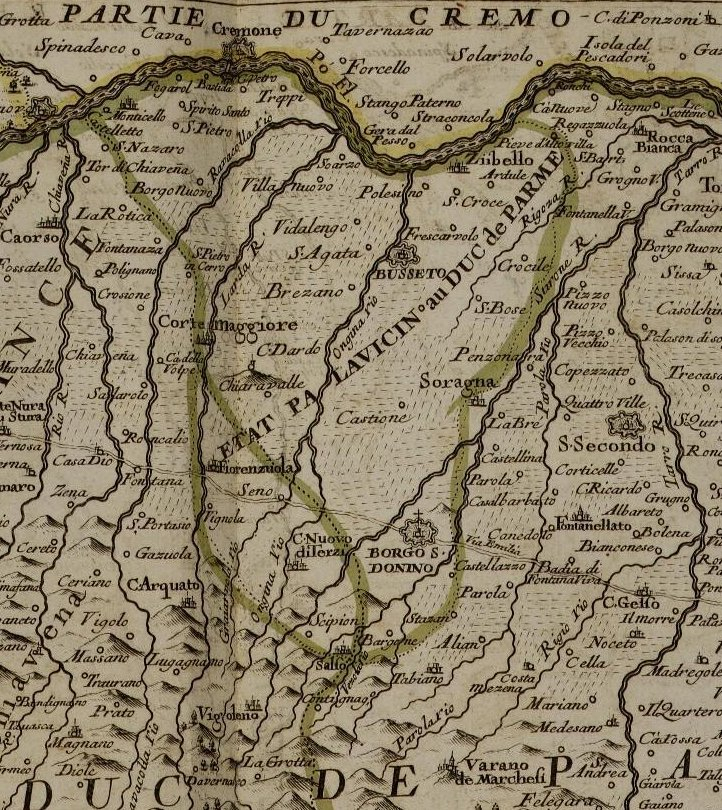
Parmské vévodství, stát Palavicino (Stato Pallavicino, také Stato Busseto), mapa z 18. století

Starý italský rod Pallavicini získal právo používat šlechtický titul markýze v roce 1360 a roku 1427 byl přijat mezi patricijské rodiny v Benátkách. Gian Luca, markýz Pallavicini (1697–1773), se jako vyslanec Janovské republiky dostal v roce 1731 do Vídně a vstoupil do služeb monarchie. V roce 1733 se stal místoadmirálem a gen. intendantem u námořnictva na Istrii, v roce 1741 polním podmaršálkem, roku 1745 c. k. tajným radou a generálním místodržitelem všech císařských zemí v Itálii. V roce 1748 působil jako kastelán v Miláně, komandující generál všeho vojska v Itálii a nejvyšší finanční ministr v Lombardii. V roce 1750 byl opět jmenován místodržitelem. V roce 1753 obdržel Řád zlatého rouna, v roce 1754 byl jmenován gen. polním maršálkem a v roce 1765 se stal prezidentem rady v Miláně.
Jeho synovec[zdroj?] (linie Tobias Pallavicini) Gian Carlo Pallavicini (1741–1789), císařský královský komoří a generálmajor, pojal za manželku hraběnku Leopoldine Zichy (1758–1846), z jejichž manželství pocházel nejstarší syn Eduard Pallavicini (1787–1839). Markýz Eduard Pallavicini se narodil 9. března 1787 ve Vídni, kde se také 22. dubna 1806 oženil s Josefinou, hraběnkou z Hardeggu na Kladsku a v Machlandu / Josephine, Gräfin zu Hardegg auf Glatz und im Marchlande. Jeho zásluhou získala rodina Pallavicini v Uherském království inkolát a v roce 1835 majorát na fideikomis Mindszent, Ányás a Dóc, čímž položil základní kámen k dalšímu nabývání majetků v rakousko-uherské monarchii. Hlavou rodiny se po jeho smrti stal nejstarší syn Alfons sen. Pallavicini (1807–1875), který na základě svých zásluh a uherského fideikomisu obdržel od císaře český inkolát a potvrzení používat v dědičných zemích monarchie titul markraběte.
1. Eduardo Gottfried Marchese Pallavicini (1787–1839) ∞ Maria Josepha Johanna hraběnka zu Hardegg auf Glatz und im Machlande (1784–1850)
  1. Alfons P. (1807–1875) ∞ Gabriele von Fürstenberg Weitra
  2. Arthuro Alessandro P. (1810–1872) ∞ Therese zu Spaur und Flavon
  3. Irene P. (1811–1877) ∞ Aloys Nikolaus Ambros hrabě von Arco-Steppberg
  4. Hippolyt P. (1813–1892) ∞ Karoline hraběnka Pallavicini
  5. Alfred P. (1813–1890) ∞ Veronika Bartock
  6. Roger P. (1814–1874) ∞ Eulalia Vay
  7. Oswald P. (1817–1877) ∞ hraběnka Helene Zichy de Zich et Vásonkeő (1834–1883)[4]

## Alfons Pallavicini senior

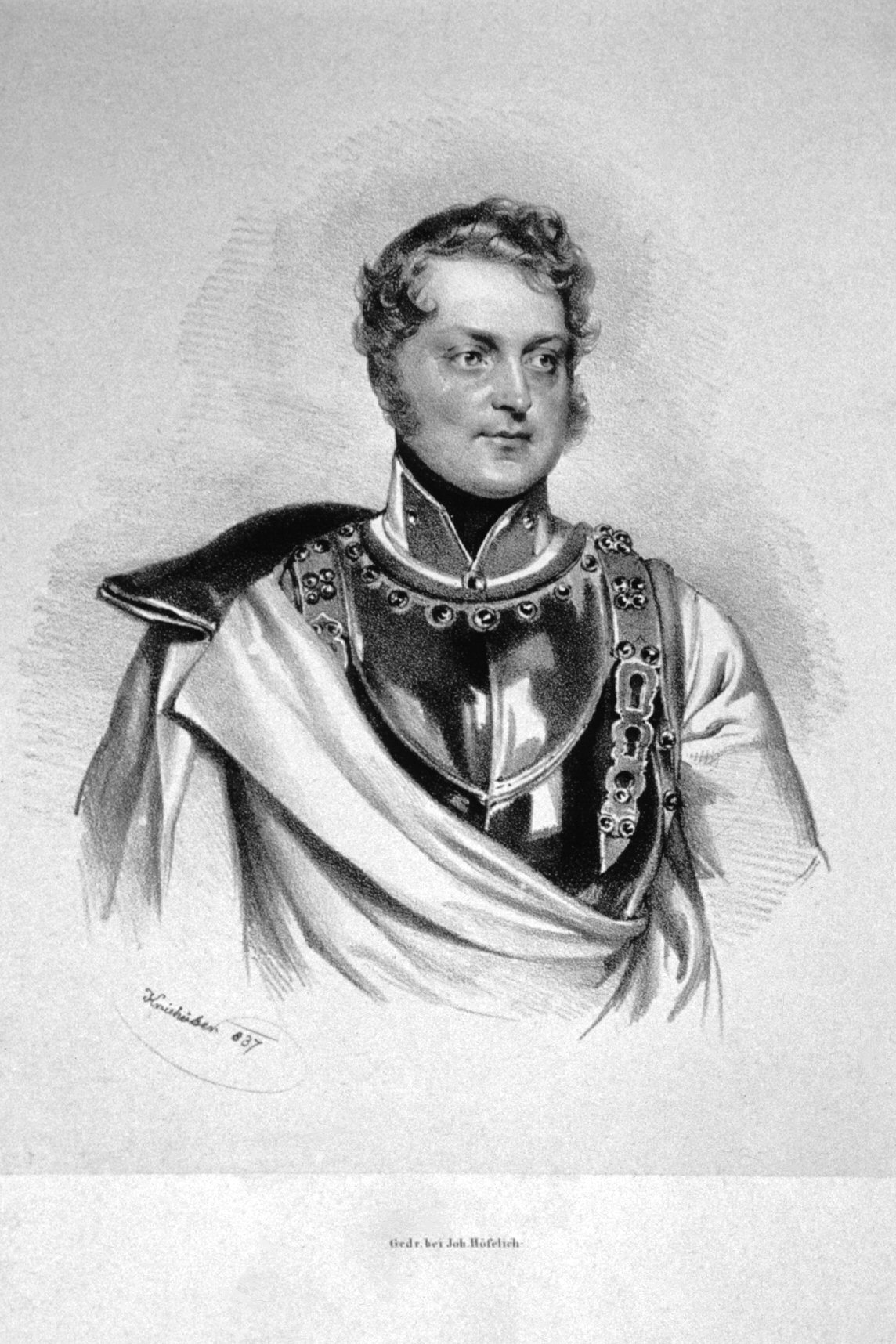
Markrabě Alfons Pallavicini (1807–1875), litografie od Josefa Kriehubera, 1837

Alfons sen. Pallavicini započal svoji kariéru u dvora jako c. k. komoří a v roce 1828 jako kadet u armády (k.u.k. Ungarisches Husarenregiment „von Tersztyánszky“ Nr. 8). V roce 1840 se Alfonsův majetek rozrostl o dědictví z Janova. Svobodný a bezdětný markýz Alessandro Pallavicini (1774–1840), syn Stefana Lodovica, neodkázal svůj majetek synům svého bratra Domenica (1775–1839), ale rozdělil ho mezi synovce Alfonse, Francesca a Giuseppeho:
- 4/6 Alfonsovi (1807–1875) z rakouské větve Eduarda (1787–1839)
- 1/6 Francescovi Camillovi a Giuseppovi Camillovi, synům jeho synovce Alessandra.

Alfons obdržel italské majetky v provincii Perugia: Assisi, Cannara, Bettona, Spoleto, Brufa, Reale a Piaggio. Valná část jeho dědictví sestávala z uloženého jmění v bankách v Londýně, Paříži, ve Vídni a ve Španělsku.
1. Alessandro Pallavicini (1676–1762)
  1. Stefano Lodovico (1729–1812)
    1. Alessandro (1774–1840)
    2. Domenico (1775–1839)
      1. Maria Maddalena (1820–1890)
      2. Stefano Ludovico (1822–1878)

  2. Giancarlo (1739–1789)
    1. Eduardo Gottfried Marchese Pallavicini (1787–1839)
      1. Alfons (1807–1875)

  3. Nicola Ignazio (1741–1789)
    1. Alessandro (1778–?)
      1. Giuseppe Camillo (1809–?)
      2. Francesco Camillo (1811–?)[3]

Na základě italského dědictví a svého uherského fideikomisu Mindszent a Algyö (od roku 1803 Leopoldine Zichy-Pallavicini, 33 957,95 ha), Dóc (od roku 1804 Leopoldine Zichy), v župě Csongrád, Puszta Ányás (od roku 1817 Eduard Pallavicini, 1840 dědičné vlastnictví), z kterého mu plynuly podstatné příjmy, si mohl dovolit 29. ledna 1841 přikoupit od hraběnky Therese von Trautmannsdorf za 822 000 zlatých panství Jemice–Staré Hobzí o rozloze 3 517,45 ha. Své postavení ve společnosti vysoké šlechty ještě upevnil v roce 1842 koupí honosného vídeňského paláce na Josefsplatz čp. 5 (Palais Pallavicini) od podnikatele Georga Simona, svobodného pána von Sina.
V roce 1843 si Alfons Pallavicini zažádal o český šlechtický inkolát, který mu byl udělen v roce 1845. Ve stejném roce navštívila 19. září jeho císařská výsost arcikníže František Karel při své cestě ze Znojma do Dačic zámek v Jemnici, kde nejprve posnídal a následně si v doprovodu markýze Alfonse prohlédl zámeckou zahradu. V roce 1868 mu císař František Josef I. potvrdil užívání rakouského titulu v překladu markrabě. Tak mohl Alfons Pallavicini v roce 1871 majetky na Moravě přiřadit do rodového fideikomisu Mindszent (1841–1875).
V roce 1844 se oženil s Gabrielou Fürstenberg, členkou Řádu hvězdového kříže, dvorní dámou císařovny a královny. Z manželství pošly děti: Leopoldine (1845–1928), provdaná hraběnka Paarová a členka Řádu hvězdového kříže, Teresia (1846–1916), Josephine (1849–1923), provdaná kněžna z Trauttmansdorffu, členka Řádu hvězdového kříže a dvorní dáma císařovny a královny, Gabriele (1851–1883), provdaná svobodná paní z Ludwigstorffu, členka Řádu hvězdového kříže, Alexander sen. P. (1853–1933), Maria P. (1856–1919), provdaná Straten Ponthoz. Markrabě Alfons Pallavicini, c. k. komoří a rytíř Řádu železné koruny I. stupně, zemřel v 68 letech 7. března 1875 ve 4 hodiny ráno ve Vídni. Vysvěcení proběhlo 9. března na přání zemřelého doma ve vídeňském paláci, odkud bylo tělo s rakví převezeno do rodinné hrobky v Ányásu. Slavnostní zádušní mše se konala ve farním Augustiniánském kostele ve Vídni 11. března a ve všech farních kostelech na panstvích zemřelého.
1. Alfons sen. Pallavicini (1807–1875) ∞ (1844) Gabriele Fürstenberg (1821–1895)
  1. Leopoldine P. (1845–1928) ∞ kníže Karel Jan Václav Paar[7]
  2. Teresia P. (1846–1916)[8]
  3. Josephine P. (1849–1923) ∞ kníže Karel Trauttmansdorff[9]
  4. Gabriele P. (1851–1883) ∞ Leopold von Ludwigstorff, svobodný pán von Goldlamb[10]
  5. Alexander Oswald P. (1853–1933) ∞ 1. Rozina Balla; ∞ 2. Irma Széchényi[11]
  6. Maria P. (1856–1919) ∞ Rodolphe comte van der Straten Ponthoz[12]
  7. Alfons Ernst P. (1859–1938)[13]

## Alexander Pallavicini
Syn Alexander Pallavicini, c. k. tajný rada a komoří, rytíř Řádu zlatého rouna, rytíř Řádu železné koruny II. stupně, člen Maltézského řádu a důstojník c. k. armády se narodil 6. května 1853 ve městě Szeged a jako státní příslušník Uherska byl členem uherské Horní komory (Magnatenhaus, Főrendiház). V roce 1875 převzal po otci fideikomis Mindszent a Jemnici s palácem ve Vídni a v roce 1876 pojal za manželku 21–letou hraběnku Irmu Széchényi von Sálvár-Felsövidék, členku Řádu hvězdového kříže, dvorní dámu císařovny a královny, dceru c. k. tajného rady, hraběte Kolomána Szechenyi (1824–1914) a hraběnky Karolíny, rozené hraběnky von Grünne (1832–1911). Z manželství pošly děti: Karl (1877–1900), Alfons jun. (1883–1958) a Alexander jun. (1890–1941).
V roce 1884 přikoupil na Pardubicku pro svého syna Karla za 2 700 000 guldenů panství Dašice – Vysoké Chvojno s 8 388,49 ha. Následně se pak tituloval pán na fideikomisu (nebo majorátu) Mindszent a Algyö v Uhersku, Jemnice a Staré Hobzí s Novým Hobzím, Mutnou a Chvalkovicemi na Moravě a pán na Dašicích v Čechách. Pro syna Alfonse zakoupil ve Vídni palác na Dorotheergasse čp. 9 (Palais Starhemberg), kde nechal v roce 1896 architekta Fritze Rumpelmayera provést velkolepé vnější i vnitřní přestavby v tehdy ve vyšší společnosti oblíbeném historismu.

### Správa panství

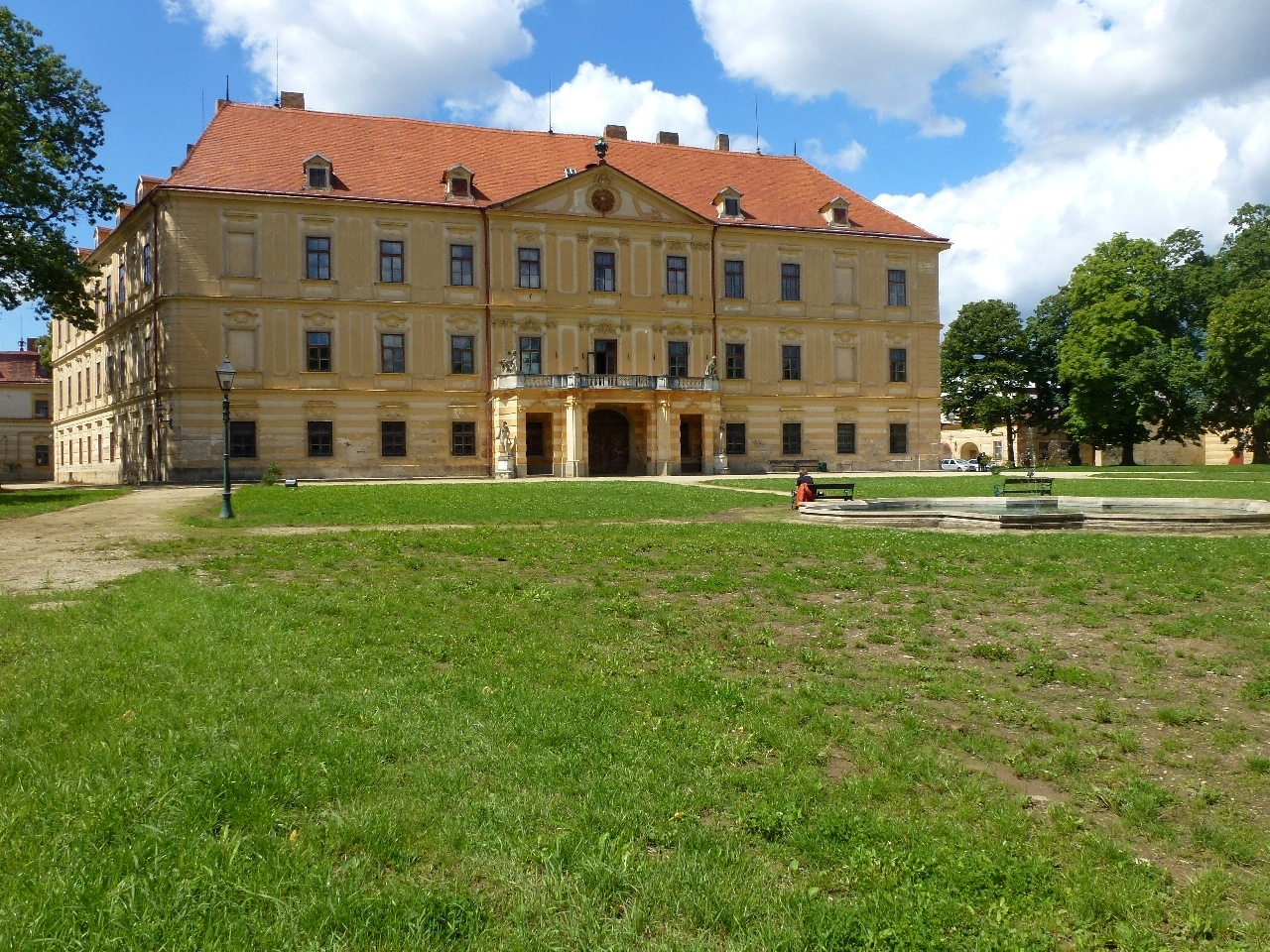
Zámek Jemnice, stav 2011

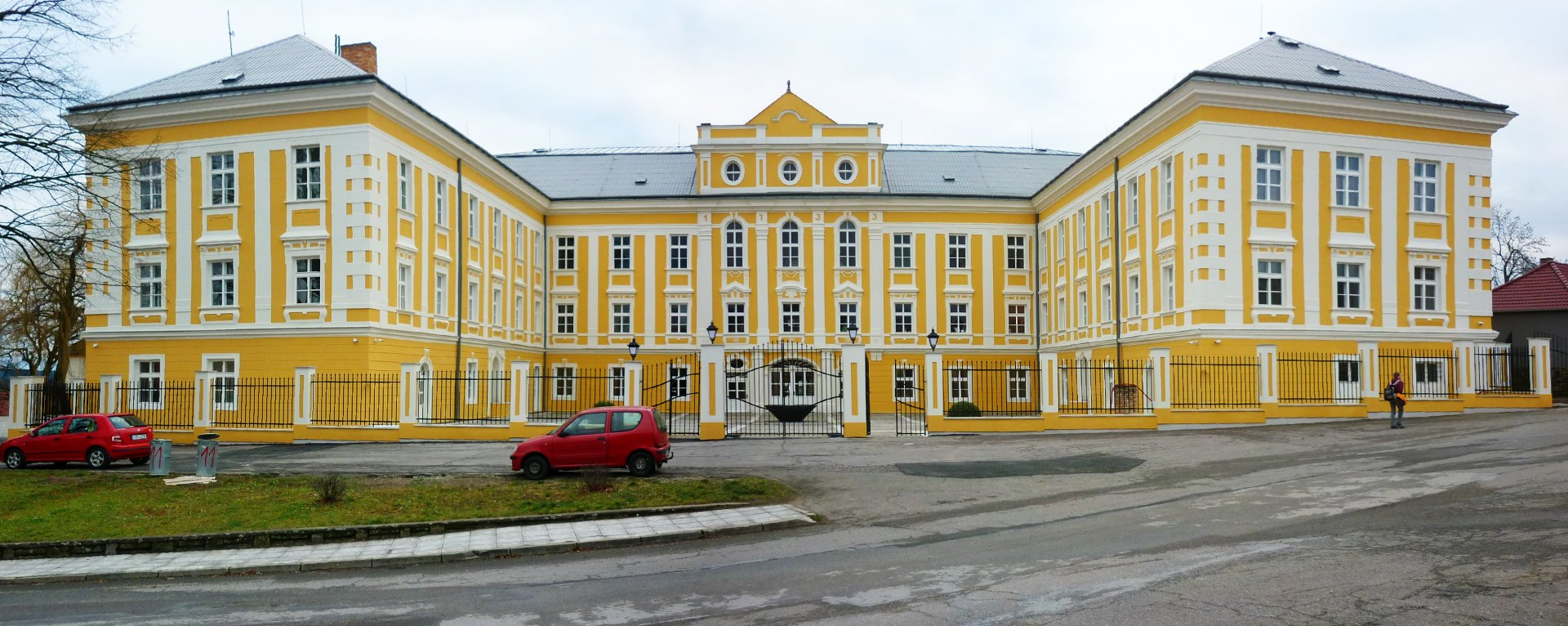
Zámek Staré Hobzí, stav 2015

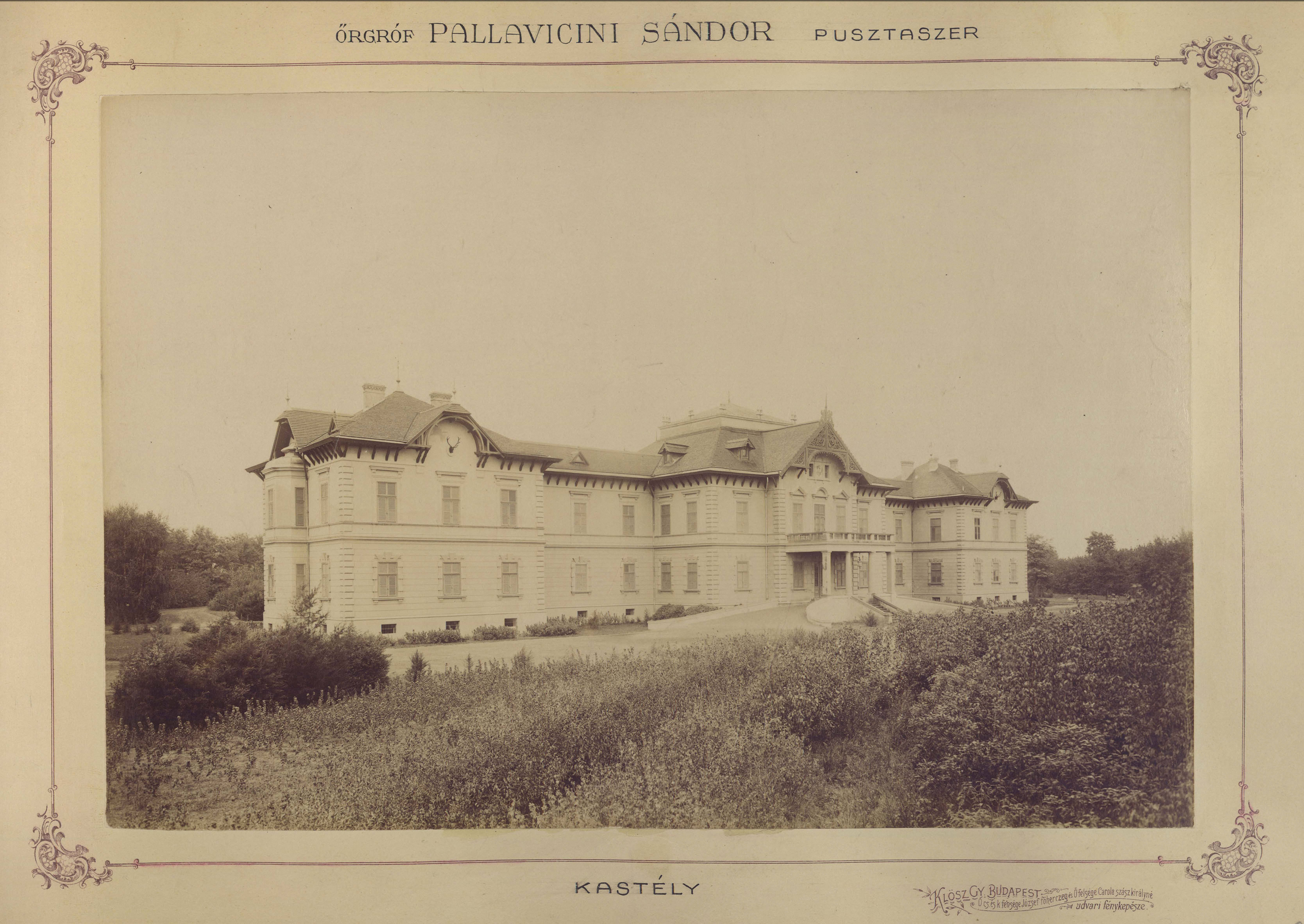
Zámek Ópusztaszer, na bývalém panství Algyö, datace 1895–1899 (Zdroj: Fortepan / Budapest Főváros Levéltára)

Správa velkostatku Jemnice a Staré Hobzí probíhala až do roku 1882 odděleně a markrabě Alexander P. spravoval celé panství zpočátku ve své režii. Od 80. let započal s prvními pachty hospodářských dvorů, jež postupně propachtoval všechny. Pivovar v Jemnici vedl nejprve ve vlastní režii s jedním sládkem, od roku 1890 jej pronajímal. Lihovar (Spiritusbrennerei) v Pálovicích s vrchním vinopalníkem (Brennerleiter) provozoval taktéž zpočátku ve vlastní režii a kolem roku 1903 si ho propachtoval Jacob Goldmann. Další lihovar ve vlastní režii s vedoucím lihovarníkem provozoval při hospodářském dvoře v Janově. Ve Starém Hobzí se nacházela cihelna a pila (pilný mlýn s katrem) s pilařem Josefem Mácou, v Menharticích vápenka.
V roce 1882 si hospodářské dvory pronajímali: Karl Ehrenberg – Rácovice, Andreas Křivánek – Komárovice, Josef Hilfreich – Chvalkovice, Josef Stein – Mutnou. V roce 1884 měl Karl Ehrenberg pronajatý i dvůr v Komárovicích. V letech 1890–1893 je zmiňován pronájem Johanna Málka u pivovaru v Jemnici. V letech 1896–1899 vystřídal Karla Ehrenberga na dvoře v Rácovicích a Komárovicích Jacob Goldmann. V letech 1903–1912 měl Jacob Goldmann pronajaté dvory: Rácovice s lihovarem, Komárovice, Pálovice s lihovarem, Menhartice, v Jemnici a Louku; Josef Hilfreich dvůr Chvalkovice; Max Spitz dvůr Mutnou; Samuel Kohn dvůr Tejnice. Na polích se pěstovaly hlavně obilniny, řepa a pícniny.
Ředitelství panství, zemědělská, lesní a průmyslová správa se nacházely na zámku v Jemnici, ústřední správa fideikomisu ve Vídni. V roce 1877 sestávalo nejvyšší 24členné úřednictvo na panství z 1 ústředního ředitele velkostatku (Central Direktor), 1 hospodářského inspektora, 3 pojezdných (Wirtschaftsbereiter), 1 kontrolního pojezdného (Controlor Wirtschaftsbereiter), 1 adjunkta měla k ruce hospodářská správa (Wirtschafts-Adjunkt) a 1 adjunkta inspektorát (Inspektorats-Adjunkt). V čele lesního úřadu stál lesmistr (Forstmeister), pod kterým sloužili 4 revírníci (Revierjäger), 2 lesní (Localjäger), 5 lesních příručích (Forst-Adjunkt) a 2 lesní hajní (Waldheger). Zámecký areál spravoval 1 správce (Schlossverwalter) a 1 správce opatroval zámecké interiéry (Schlosszimmerverwalter). Úpravu a údržbu zámeckých zahrad svěřovalo panstvo do rukou vrchního zahradníka (Obergärtner) a zámecký pivovar do rukou sládka.
S převedením hospodářských dvorů a některých průmyslových podniků do pachtu se časem proměnila i hierarchie správy. V Jemnici sídlila správa velkostatku v čele se správcem Franzem Xaverem Lendlem (Gutsverwalter), účetním Alfredem Krinerem, pojezdným Josefem Staňkem a lesním kontrolorem (Forstkontrollor) Fritzem Smetáčkem. Dvůr v Janově (Johannihof) řídil hospodářský správce (Wirtschaftsverwalter) Ignaz Grießer. Revír v Janově údolí měl na starosti revírník (Revierförster) Josef Táborský, v Komárovicích revírní Josef Heini, oboru (Tiergarten) u Starého Hobzí revírník Theodor Buchal, bažantnici revírní Johann Nesiba, Louku revírní Karl Kovařík. Jeden lesní asistent se nacházel v Komárovicích, jeden v oboře a jeden v Janově údolí. K tomu v lesích sloužilo 5 lesních hajných (Waldheger) a 3 myslivci (Wildheger). Vrchní zahradník Alois Stanzl se nacházel na zámku ve Starém Hobzí a jeden zahradník Alfred Rosbroj v Jemnici.

### Lesní a lovecké revíry
Markrabě Alexander byl nejen milovníkem lesů, ale také vzorným lesním hospodářem a vášnivým lovcem. To byl také jeden z důvodů, proč přikoupil panství Dašice s rozsáhlým lesním pozemkem. Po libereckém továrníkovi Liebichovi značně vytěžené a zpustlé lesní revíry začaly pod schopným hospodářem znovu rozkvétat. Pod správou lesmistra Adolfa Laufkeho Sandtnera vznikl ve Vysokém Chvojně v letech 1886–1889 na cca 6 ha zámecký park v anglickém stylu s mnoha cizokrajnými dřevinami a keři (pazerav sbíhavý, smrk strukovitý, jalovce kanadské, borovice Jeffreyova, jeřáb prostřední, jeřáb břek, liliovník a převládající červenolisté buky). Lesy tvořily převážně buky, jedle, duby, smrky a borovice.
Na samotném jemnickém panství se nacházely lesní revíry: bažantnice (Fasangarten), Louka, Jindřichův dvůr (Vráč, Heinrichshof u Oponešic), Komárovice (Komarowitz) s oborou (Tiergarten), Veselíčko (Lusthof), Chvalkovice (Qualkowitz) a Janovo údolí (Johannesthal). Bažantnice a Komárovice byly loveckými revíry. Bažantnici (založená Alfonsem Pallavicini) ležela asi 3 km západně od Jemnice. Nejprve nechal markrabě přestavět bývalý ovčín na hájovnu (nyní pension Hájenka Bažantnice čp. 737) a v přilehlém okolí vysazovat pro bažantnici potřebný lesní porost, k tomu přikoupil dalších 70 hektarů remízů a luk: z remízů v krajině postupně vytvářel listnaté víceetážové porosty, zastoupené hlavně dubem, jasanem, javorem, topolem osikou, které byly do určitého věku upravovány řezem.
Ve spodním patře se vysazovaly keře jako ptačí zob, bez červený nebo jeřáb ptačí. Široké průseky oddělovaly jednotlivé leče, jejichž smrkové hlavy se každý rok ve výšce 1,5 m zastříhávaly. Středem bažantnice protékal Báňovický potok. Sestávala ze tří částí: z myslivny s umělým voliérovým odchovem bažantů a tzv. „komory“ pro snůšku a přezimování chovného hejna, z lokality „Zmrzlík” pro samotný lov bažantů a z lokality „Lukavec” s lesní školkou pro potřebné dřeviny a keře.
„Vzácné panstvo v nádherných povozech a korbách již přijíždí, honci jsou rozestaveni, zaznívá táhlý zvuk trubek loveckých a honba počíná. Zpočátku nějak monotonně, ale pak až k rychlému allegretu dospěla střelba v hodinách hlavně odpoledních, kdy před udivenými střelci ve svém majestátu přilétal vzácný zjev bažanta královského. Zvěř vyložena na připraveném místě u myslivny. Zastřeleno téhož dne 142 zajíci, 821 bažantů, 58 koroptví a 8 králíků — celkem 1029 kusů. Druhého dne v oboře komárovické dne 10. prosince 1903 uloveno 25 daňků, 18 danělek a 14 daňčat, z černé zvěře 7 kňourů, 2 bachyně, 11 lončáků a 12 selat. Dohromady 89 kusů. Toho dne již počasí počalo se měniti a změnilo se v děsnou vánici. Večer na elektricky osvětleném nádvoří markraběcího zámku chvojím vystlaném uspořádána výlož ze střelené zvěře dančí a černé. Myslivci tvořili čestnou stráž. Z vysokých departementů zámeckých místností v tichou a zářivou atmosféru zazníval dojemný akord lesních rohů a společnost kavalírů s přepychovými toilettami vyšla na nádvoří. Zvláště šat dam byl skvostný. Honby zúčastnili se: kníže Ditrichstein s paní kněžnou, Bedřich kníže z Lichtensteinů, hrabě Vrbna s hraběnkou, hrabě Podstatský-Lichtenstein s hraběnkou, hrabě Andor Szechényi, Ali markrabě Pallavicini a pán honby Alexandr markrabě Pallavicini.”
Karel Gartner (úryvek), časopis Lovecký obzor
Podzimní hony na jemnickém panství platily mezi šlechtou za vyhlášené. V roce 1901 nechal markrabě pro hosty vybudovat lovecký altán (Lusthaus). Dvoudenní podzimní hony začínaly v bažantnici, kterou měl na starosti lesní Jan Neshiba. Druhý den se pokračovalo v oboře s honem na černou a dančí zvěř. Honů se účastnil např. arcivévoda a následník trůnu František Ferdinand d'Este, velkoknížete Nikolaj Ivanovič, vrchní velitel ruské armády a strýc posledního ruského cara Mikuláše II. Už během první světové války došlo přirozeně k pustnutí bažantnice a místo několika tisícového hejna se zde nacházelo jen několik set bažantů. Po vyvlastnění lesního revíru u Starého a Nového Hobzí, připadla bažantnice novému československému státu. Její úplný úpadek nastal po roce 1945.

### Vodní revír řeky Dyje
Vlastní revír markraběte Pallaviciniho tvořila řeka Dyje v oboře v obcích Starém a Novém Hobzí, Václavově (pol. okr. Moravské Budějovice) a v Mutné (pol. okr. Dačice). Tento revír patřil k velkostatku v Jemnici. Pachtovní revír sestával: z neohlášené vodní dráhy řeky Dyje od jižní hranice plotu v oboře markraběte Pallaviciniho v Novém Hobzí, vztažné vodní dráhy ve Václavově dolů až k úplnému přestupu na dolnorakouské území se všemi přítoky a vodními stokami v obcích Novém Hobzí, ve Václavově, Modleticích, Nových Sadech a Písečné (pol okr. Mor. Budějovice) a v Chvalkovicích (pol. okr. Dačice). Do revíru nepatřily oba rybníky v Chvalkovicích. Pachtýři dvorů mohli vykonávat lovnou činnost mimo pronajatá území loveckého společenství a vlastní revír markraběte. Pachtýři odpovídali nejen za stav budov, ale také za údržbu lávek, mostů, stezek, čištění odvodňovacích příkopů, hranic a jejich označení.

### První světová válka
V roce 1853 nastoupil Alexander Pallavicini podle rodové tradice vojenskou kariéru a před vypuknutím první světové války se v roce 1913 účastnil vojenských manévrů v Čechách. Na začátku války věnoval na dobročinné účely: Uherskému Červenému kříži v Budapešti 5 000 korun, Rakouskému Červenému kříži / Österreichische Rote Kreuz ve Vídni 5 000 korun, Rakouské společnosti Bílého kříže / Österreichische Gesellschaft vom Weißen Kreuze ve Vídni 3 000 korun, Ministerstvu vnitra ve Vídni (Pomocnému válečnému úřadu) 5000 korun a pro rodiny povolaných uherských pomocných rezervistů v Budapešti 3 000 korun. Vojenským lazaretům věnoval z podzimních honů na svém panství Algyő v Pusztaszer veškerý svůj úlovek (1914).
Zámek v Jemnici a ve Starém Hobzí dal k dispozici Maltézskému řádu / Malteserritterorden. Důstojnické sanatorium na zámku v Jemnici vedla hraběnka Irma Pallavicini (Rekonvaleszentenheim Schloß Jamnitz) společně s vedoucím lékařem Dr. Hermannem Wertheimrem. Oba byli Červeným křížem v roce 1915 vyznamenáni čestným křížem 2. třídy (Ehrenzeichen für Verdienste um das Rote Kreuz) a lesmistr (Forstmeister) Xaver Lendl, který byl pověřen technickou správou sanatoria, stříbrnou medailí (v roce 1908 nastoupil na velkostatek jako hospodářský správce).
Markrabě Alexander nejprve sloužil na polské hranici u města Przemyśl, po prolomení fronty byl umístěný u města Nový Sandec (Neu-Sandez) a pak převelen do Vídně. Na začátku roku 1915 ho Ministerstvo vnitra pověřilo úkolem podat zprávu o situaci v zemích Koruny české. V průběhu své cesty navštívil dvakrát jemnické panství a lazaret na zámku. V srpnu 2015 obdržel jako prezident c. k. Rakouského automobilového klubu (k. k. Oesterreichischer Automobilklub) a nadporučík (Oberleutnant) u c. k. dobrovolného automobilového pluku za své odvážné chování na frontě proti nepříteli vojenský záslužný kříž 3. třídy s válečnou stuhou (Militärverdienstkreuz dritter Klasse mit der Kriegsdekoration). Konec první světové války, porážka Rakouska-Uherska a vznik národních států na území bývalé monarchie představoval pro rodinu Pallavicini závažný zlom v jejich majetkové situaci.

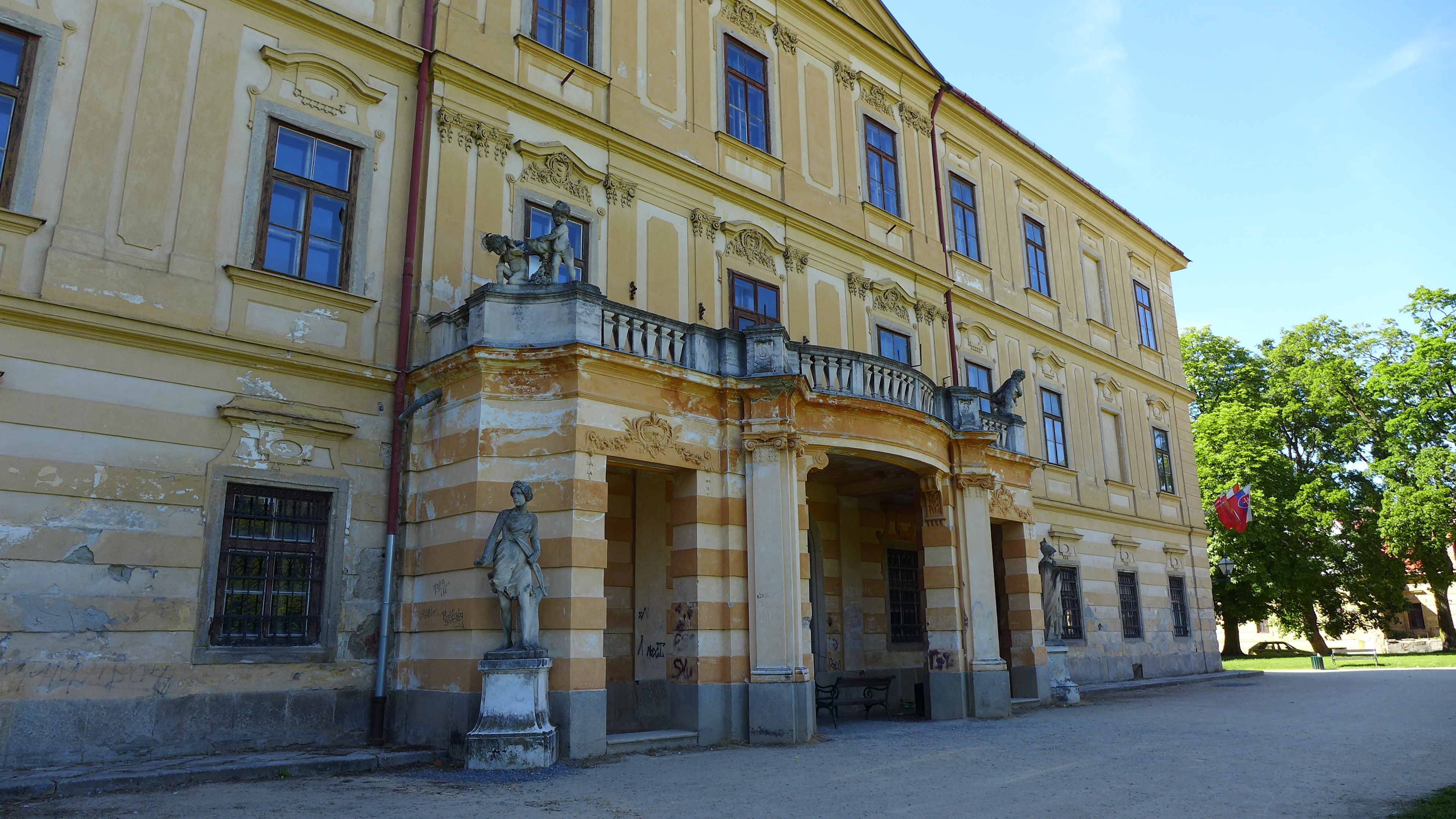
Zámek Jemnice, vchod s pozdně rokokovým portikem, stav 2014

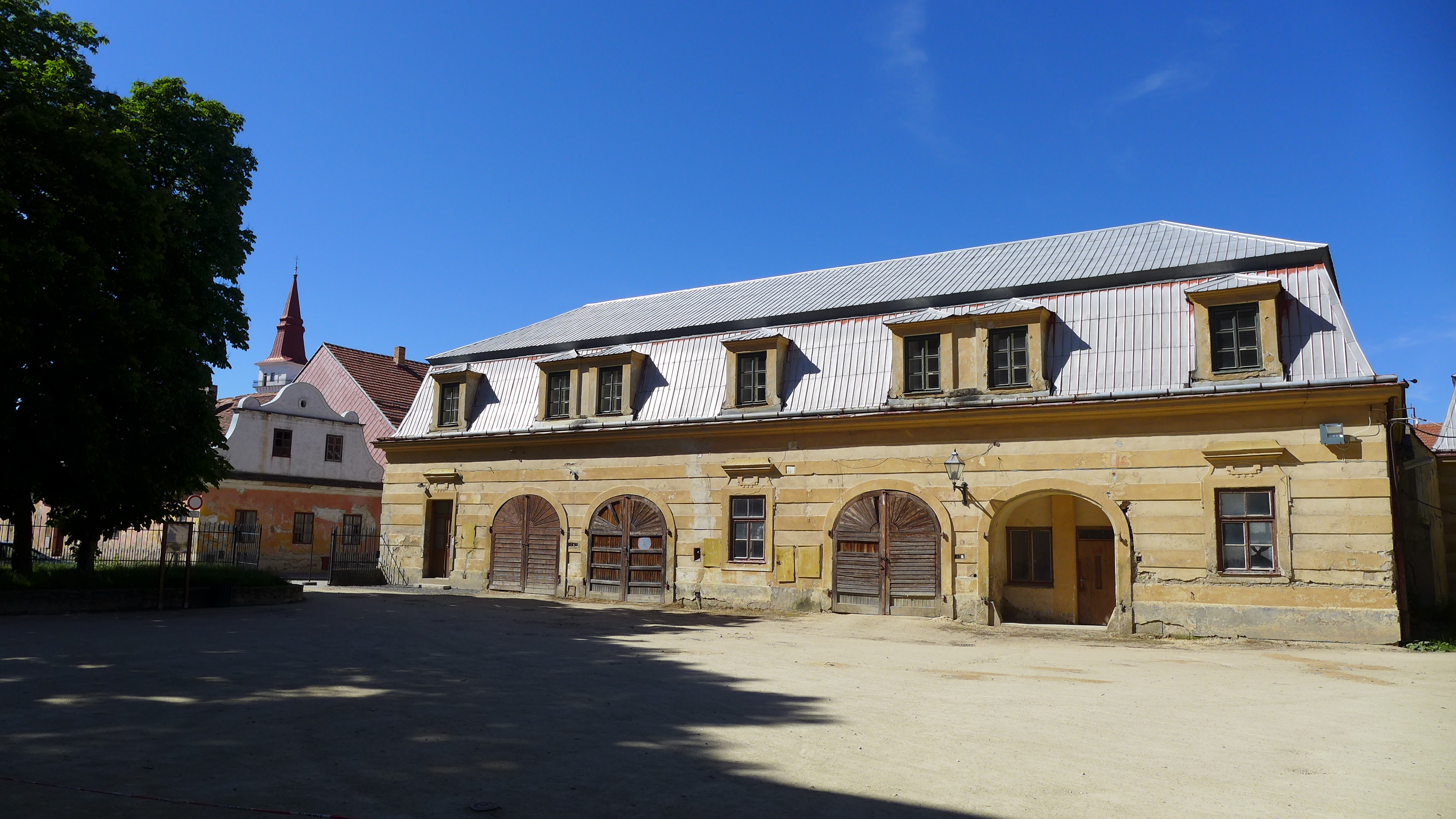
Zámek Jemnice, hospodářské budovy - kočárovna, stav 2014

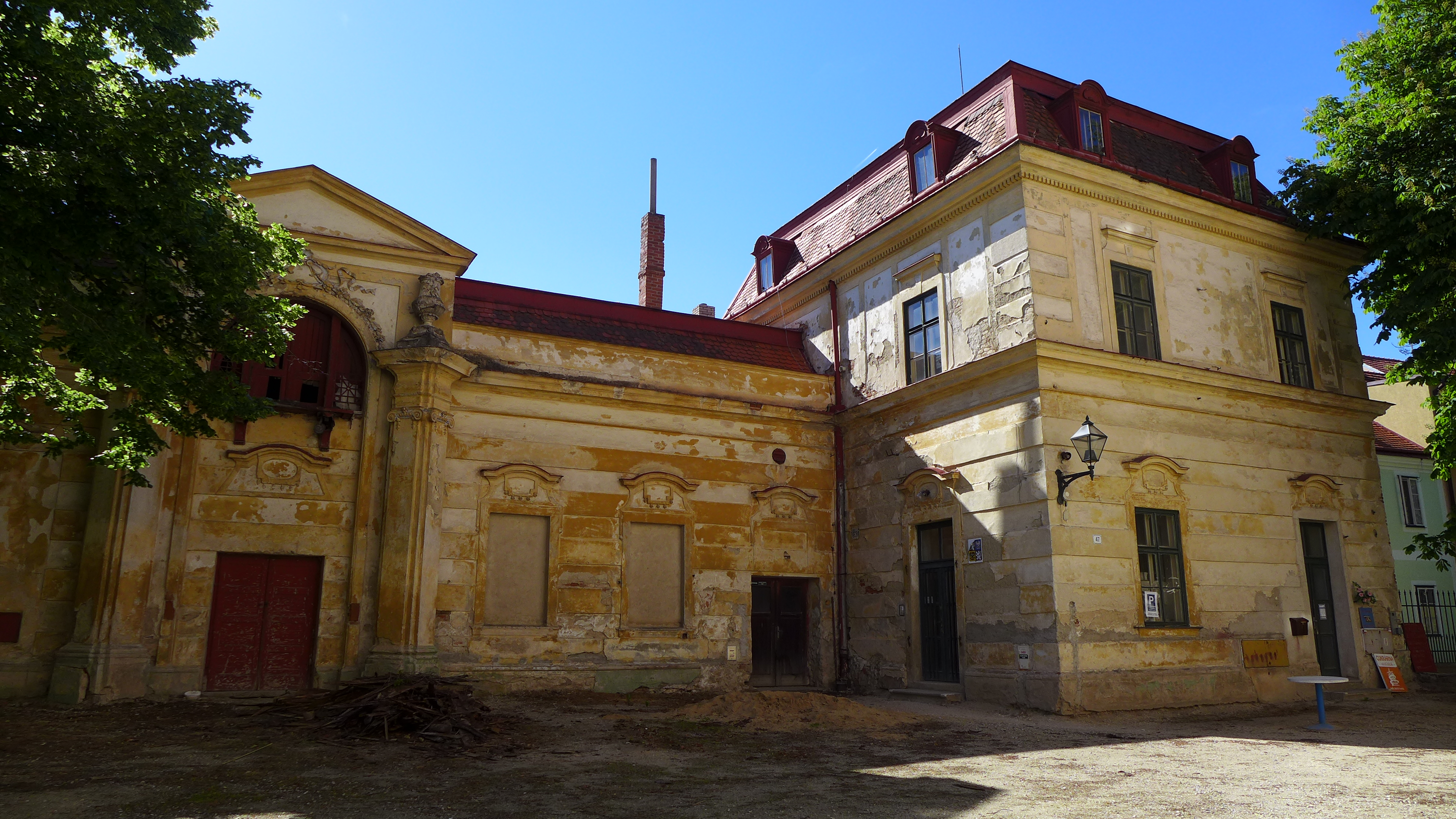
Zámek Jemnice, správní budovy, stav 2014

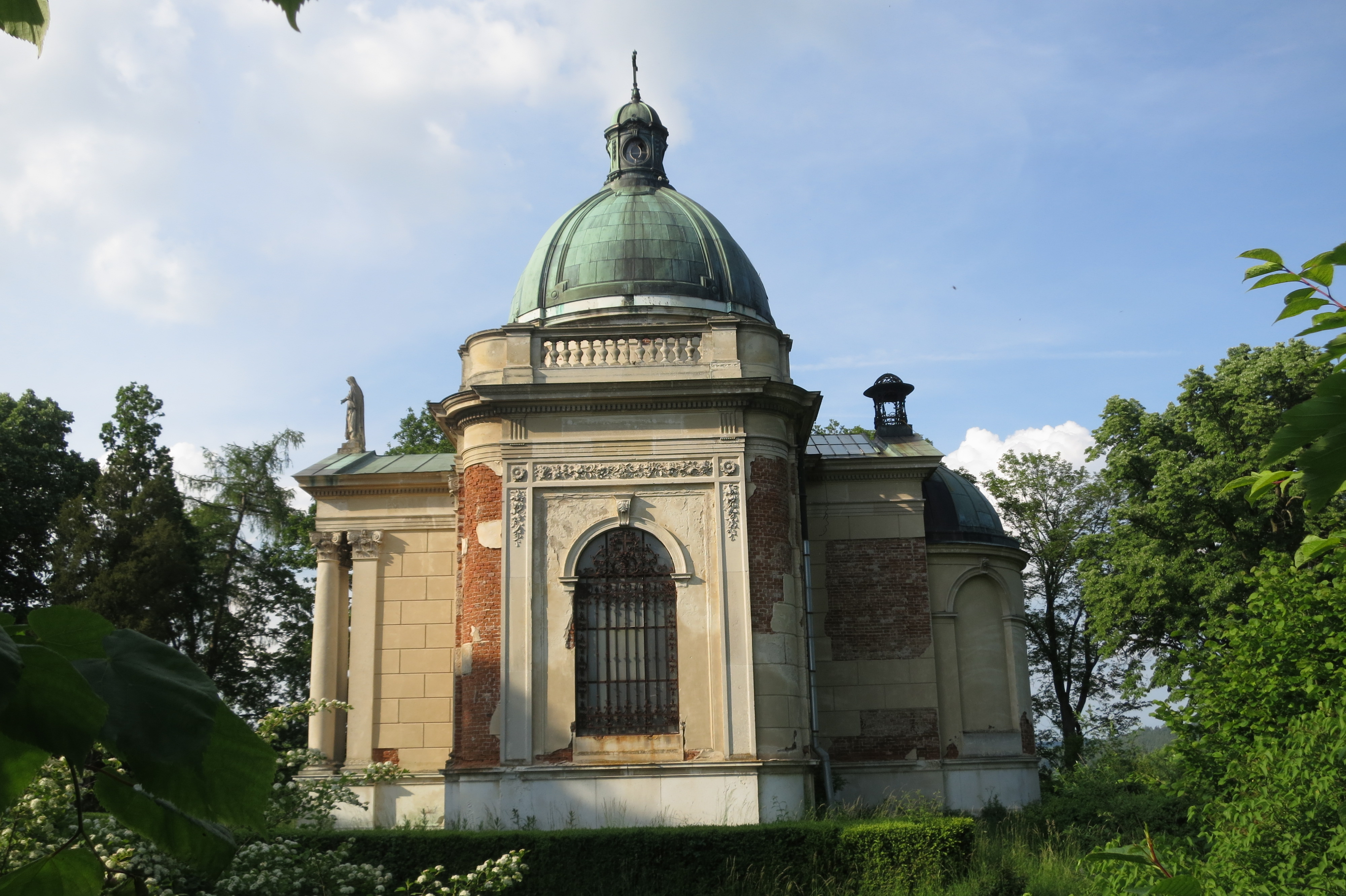
Rodinná hrobka rodu Pallavicini, Jemnice 2014

### Pozemková reforma
Roku 1919 proběhla konfiskace na panství Jemnice (statky: Jemnice, Staré Hobzí, Nové Hobzí, Mutná a Chvalkovice). Všechny krátce před tím provedené prodeje prohlásil Státní pozemkový úřad od října 1918 za neplatné. Na základě zákona ze dne 30. ledna 1920 č. 81 Sb. z. a n. nařídil u části venkovských pozemků nucený pronájem, u pozemků, které byly déle jak 10 let v pronájmu, provedl odprodej na nájemníky. Jako první dal Státní pozemkový úřad v roce 1921 pod nucenou správu tři hospodářské dvory (Chvalkovice, Komárovice a Rácovice) a v roce 1923 započal s přídělovým řízením:
- zbytkového statku[30] s 53 ha ve Chvalkovicích, přičemž drobným přídělcům bylo rozparcelováno 64 měřic zemědělské půdy a 9 měřic luk; z toho zůstalo ještě v roce 1926 v záboru 1 a půl měřice půdy jako stavební místo pro stavbu české školy a půl měřice obdržela pro účely stavební jedna česká rodina, zbytek obdrželo 6 českých přídělců pro zemědělské účely.[31]
- zbytkového statku s 40 ha v Komárovicích a
- zbytkového statku se zemědělským lihovarem a škrobárnou o výměře 103 ha v Rácovicích.[32]

„Při parcelaci velkostatku Budkov byla z přídělu úplně odmítnuta obec Komárovice. Tato obec čítá 54 čísel, z jejíchž vlastníků jest 5 čtvrtláníků a ostatní vesměs chudí domkáři. Před světovou válkou odjížděli za prací do Vídně. Po válce poměry se změnily a tito lidé propadli kruté bídě. S radostí uvítali pozemkovou reformu, poněvadž v jejím provádění viděli záchranu své další existence. Z malého místního dvorku 69 ha vytvořen byl však v r. 1923 zbytkový statek a zbytek 33 ha dán byl do drobného přídělu asi 40 potřebným uchazečům. Přes všeliké žádostí nedovolil S. P. Ú. rozparcelovati celý dvůr, ačkoliv se nedostávalo budov ani půdy. Proto příděl půdy byl jenom nepatrný asi 4 měř. průměrně. Dále doléhala bída a nezaměstnanost na drobný lid a přídělový komisariát v M. Budějovicích nedovolil ani zbytkový statek zmenšiti ba ani rybník ve vesnici přiděliti obci samotné. Rybník byl přidělen zbytkaři přes všechny protesty obce. Teprve když majitel zbytkového statku p. Matouš převzal zbytkový statek i rybník, docela volně jej obci odprodal a S. P. Ú. tento prodej schválil, ačkoliv dřívějším žádostem ani stížnostem vyhověti nechtěl.”
Interpelace poslanců za Čsl. soc. dem. stranu dělnickou Mikuláše, Langra, Riedla a druhů vládě
o provádění pozemkové reformy
V roce 1924 převzala velkostatek Jemnici (1 189 ha) obvodová úřadovna Státního pozemkového úřadu ve Znojmě. Ředitelství státních lesů a statků (ŘSLS) v Třeboni získalo u Starého Hobzí v roce 1925 tři lesní revíry se zemědělskou půdou o rozloze 1 506 ha. Státu (ministerstvu zemědělství) připadly dvory (244 ha zemědělské půdy): 
- Hejnice, přičemž Státní pozemkový úřad od dvora drobným zájemcům oddělil 41,53 ha (českým lidem ve Flandorfu pro stavební účely 0.39 ha, pro účely zemědělské propachtováno ve Flandorfu 27 osobám 17,53 ha, ve St. Hobzí 23 osobám 13,53 ha a v Báňovicích 12 osobám 10,08 ha půdy. Kromě toho byla ponechána v záboru půdní rezerva v rozloze asi 6 ha).[31]
- Nové Hobzí,
- Jánské údolí (kde byla zřízena Správa státních statků),[35]
- Veselíčko,
- Mutná, kde ministerstvo zemědělství zřízený zbytkový statek se 70 ha nejprve propachtovalo Jaroslavu Louckému, v roce 1932 jej koupil Otakar Kusl.[pozn. 5] Hospodářství ve Starém Hobzí (Rozkoš) i s lihovarem převzalo k tomu účelu utvořené české družstvo.[36][37]

V roce 1929 vyhlásil Státní pozemkový úřad ve Znojmě (na podkladě vládního nařízení z 6. dubna 1922 č. 117 Sb. z. a n.) příděl pachtu či odprodej:
- zbytkového statku ze dvora Pálovice (112 ha) se zemědělským lihovarem o výkonnosti 8 hl denně (zřízen družstevní lihovar) a
- zbytkového statku Menhartice (53 ha).[38][pozn. 6]

Ze záboru stát propustil dvory Jemnice, Louka a Tejnice, elektrárnu v Jemnici, zámek v Jemnici a zámek v Hobzí. Oba zámky byly vyhlášeny za kulturní památku a rodina si je mohla podržet pod podmínkou, že budou přístupné veřejnosti, každou sebemenší změnu bude povolovat Ministerstvo kultury ČR a že ze zámku nebude odváženo žádné zařízení. V roce 1920 činila rozloha panství Jemnice 3 516,81 ha, po pozemkové reformě zůstalo markraběti Pallavicinimu 617,33 ha. Při pozemkové reformě v Maďarsku (ukončena 31. prosince 1937) zkonfiskoval stát rodině Pallavicini 601,766 ha a rozparceloval 561,726 ha.
V říjnu 1932 podal Alexander prostřednictvím právníka Dr. Franze Wien-Glaudiho žalobu ke krajskému civilnímu soudu v Praze na československý stát a na prezidenta Státního pozemkového úřadu dr. Voženílka, ve které se domáhal ústně smluvené ceny za zkonfiskovaný majetek ve výši 20,5 mil. Kč (včetně Vysokého Chvojna). Soud žalobu zamítl pro nepřípustnost pořadu práva a žalobci uložil náhradu veškerých soudních výdajů. Proti tomuto rozhodnutí se Dr. Franz Wien-Glaudi odvolal k Vrchnímu soudu, který dne 29. prosince 1932 rozhodl, že námitka nepřípustnosti žaloby je neopodstatněná a vrátil ji ke krajskému správnímu soudu v Praze.

### Zásluhy a společensky prospěšná činnost
Markrabě Alexander Pallavicini byl uznávanou osobností jak za Rakouska-Uherska tak i v Československé republice, mezi literáty a umělci v Rakousku a zejména ve Vídni. Proslul svou dobročinností a jako podporovatel vědy a umění. Vedle příkladné správy svého majetku v Maďarsku, na Moravě a v Čechách byl po 25 let předsedou Grillparzerovy společnosti (Grillparzer Gesellschaft), v řadě literárních a vědeckých společností působil jako čestný nebo řadový člen, v roce 1892 stál v čele Mezinárodní hudební a divadelní výstavy (Wiener Musik- und Theaterausstellung), působil jako kurátor Umělecko-průmyslového muzea (Museum für Kunst und Industrie, nyní Museum für angewandte Kunst) a Obchodního muzea (Österreichisches Handelsmuseum, předchůdce Orientalisches Museum) ve Vídni.
Byl prezidentem Filantropického spolku (Philanthropischer Verein), prezidentem Společnosti Bílého kříže (Österreichische Gesellschaft vom Weißen Kreuze), čestným prezidentem Ústřední knihovny pro nevidomé (Zentralbücherei für Blinde) a zástupce kurátora na Všeobecné poliklinice (Allgemeine Poliklinik Wien). Po mnoho let zastával pozici prezidenta Severní dráhy císaře Ferdinanda. Jako vášnivý automobilista zakládal Rakouský automobilový klub (Österreichische Automobil-Club) a od roku 1912–1919 byl jeho prezidentem, po odstoupení ze zdravotních důvodů pak zvolen jeho čestným členem. Na jihozápadní Moravě podporoval vznik lokální železniční dráhy a 16. února 1895 se stal jedním z členů zakládajícího výboru akciové společnosti Lokální dráha Moravské Budějovice–Jemnice. V roce 1910 byl jmenován čestným občanem městečka Staré Hobzí.

### Rodinná hrobka
Rakousko-uherská linie rodu Pallavicini pohřbívala původně do hrobky na svém panství v maďarském Anyásu na panství Mindszent u řeky Tisy, která hrobku během záplav poškozovala. Nejstarší Alexandrův syn Karel zemřel v Anglii, kde působil jako rakouský velvyslanec, 15. ledna roku 1900 na smrtelné zranění při honu na lišku. Jeho úmrtí podnítilo vybudování hrobky na panství v Jemnici. Stavební projekt vyhotovil Otto Hober, stavební rada, a Wilhelm Zech (později Viktor Pleski & Wilhelm Zech) z Vídně, výtvarné ztvárnění měl na starost sochař Vít Matauschek, kamenické práce Eduard Hauser a Andreas Francini, zednické a tesařské práce zadal markrabě řemeslníkům v Jemnici. Hrobka s půdorysem kříže se nachází na cestě z Jemnice do Chotěbudic na mírném návrší.
Dne 7. října 1932 zemřela v 78 letech na zámku v Jemnici Irma Pallavicini, choť markraběte Alexandra. Poslední rozloučení se zesnulou markraběnkou se konalo 10. října 1932 ve 14. hodin na zámku a následně ve farním kostele v Jemnici. Zádušní mše ve všech farních kostelech na panství se celebrovaly 11. října a slavnostní requiem proběhl v Augustiniánském kostele ve Vídni 13. října 1932 v 10 hodin dopoledne. Krátce po smrti své manželky se Alexander vrátil do Vídně, Vánoce strávil u syna Alfonse na zámečku Szilvásvárad a po příjezdu 8. ledna 1933 zpátky do Vídně vážně onemocněl a 14. dubna na Velký pátek v 86 letech zemřel.
Rakev se zesnulým, kolem které drželi čestnou stráž lesní zaměstnanci a personál, byla 18. dubna 1933 nejprve vystavena v paláci na Josefově náměstí ve Vídni a po té se konalo v Augustiniánském kostele (Augustinerkirche) poslední rozloučení. Rakev s ostatky pak byla za zvuků Schubertova „Rozloučení” (Abschied) naložena na auto a odvezena do Jemnice, kde proběhlo uložení do rodinné hrobky a ve všech patronátních kostelech byla celebrována zádušní mše. Zanechal po sobě: syna markraběte Alfonse Karla s chotí Marií, hraběnkou z Wenckheimu, vnuky Karla, Friedricha a Sándora, nejmladšího syna markraběte Alexandra, svého bratra markraběte Alfonse.
Hrobka je ve špatném technickém stavu a byla vykradena, poprvé již v roce 1954. Později v 90. letech 20. století a v roce 2015 byl ukraden litinový plot. V roce 2018 město Jemnice chce opravit střechu hrobky. Později chce město opravit komplexně. V říjnu roku 2020 byla zahájena oprava střechy, investorem je město Jemnice. V první fázi opravy vyšly na 1,5 milionu korun, celková odhadovaná cena opravy budovy dosahuje 10 milionů Kč.
1. Alexander Oswald Maria Johann Anton markrabě Pallavicini (1853–1933) ∞ (1876) Irma Széchényi (* 28. 6. 1855 Ödenburg, † 7. 10. 1932 Jemnice)
  1. Karl P. (1877–1900)
  2. Alfons Karel Maria P. (1883–1958) ∞ Maria Wenckheim (1898–1977)
  3. Alexander Koloman Maria P. (1890–1941)

## Alfons Karel Pallavicini
Po smrti nejstaršího bratra Karla se měl stát dědicem fideikomisního majetku a hlavou rodiny Alfons Karel, prostřední syn markraběte Alexandra sen. a hraběnky Irmy Széchény von Sálvár-Felsövidék, narozený 10. listopadu 1883 ve Vídni. Po ukončení vídeňské reálky nastoupil dobrovolně k jednoleté službě k Husarskému regimentu č. 4 (k.u.k. Husarenregiment „Arthur Herzog von Connaught und Strathearn“ Nr. 4), kterou ukončil v roce 1904 jako záložní důstojník (Rittmeister). Následně podnikl cesty po Rakousko-Uhersku, po severní Itálii a jižní Francii, v roce 1906 během manévrů po Moravě a Slezsku. Hovořil německy, maďarsky, francouzsky a anglicky. Od roku 1908 zastával post c. k. komořího, stal se rytířem Maltézského řádu a v roce 1912 přikoupil od rytíře Ernsta von Wessely za 3 450 000 korun uherské panství Szilvásvárad a ves Nagyvisnyó s lomem a vápenkou.

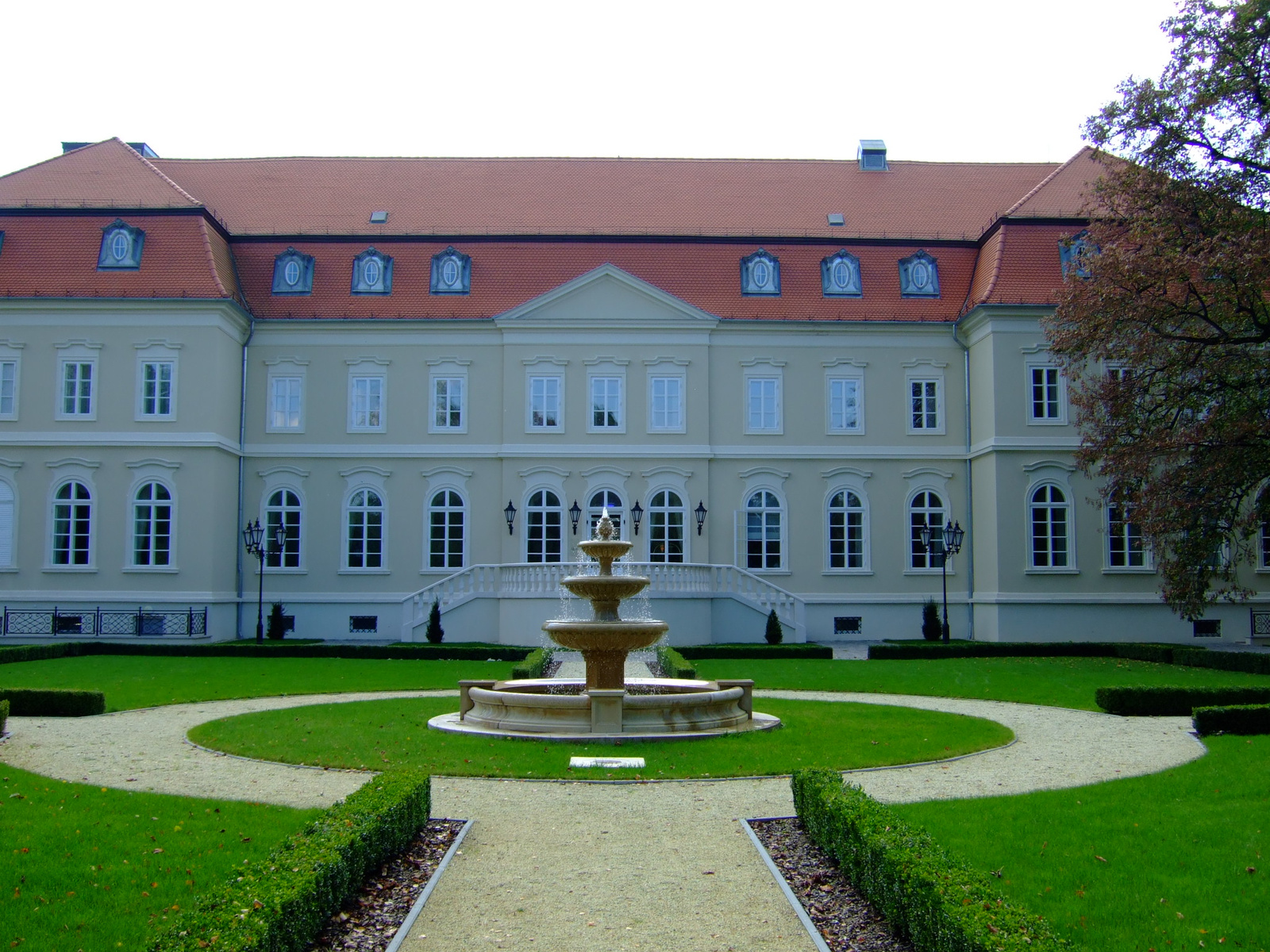
Bývalý zámek markraběte Alfonse Pallaviciniho v Szilvásvárad, stav 2016

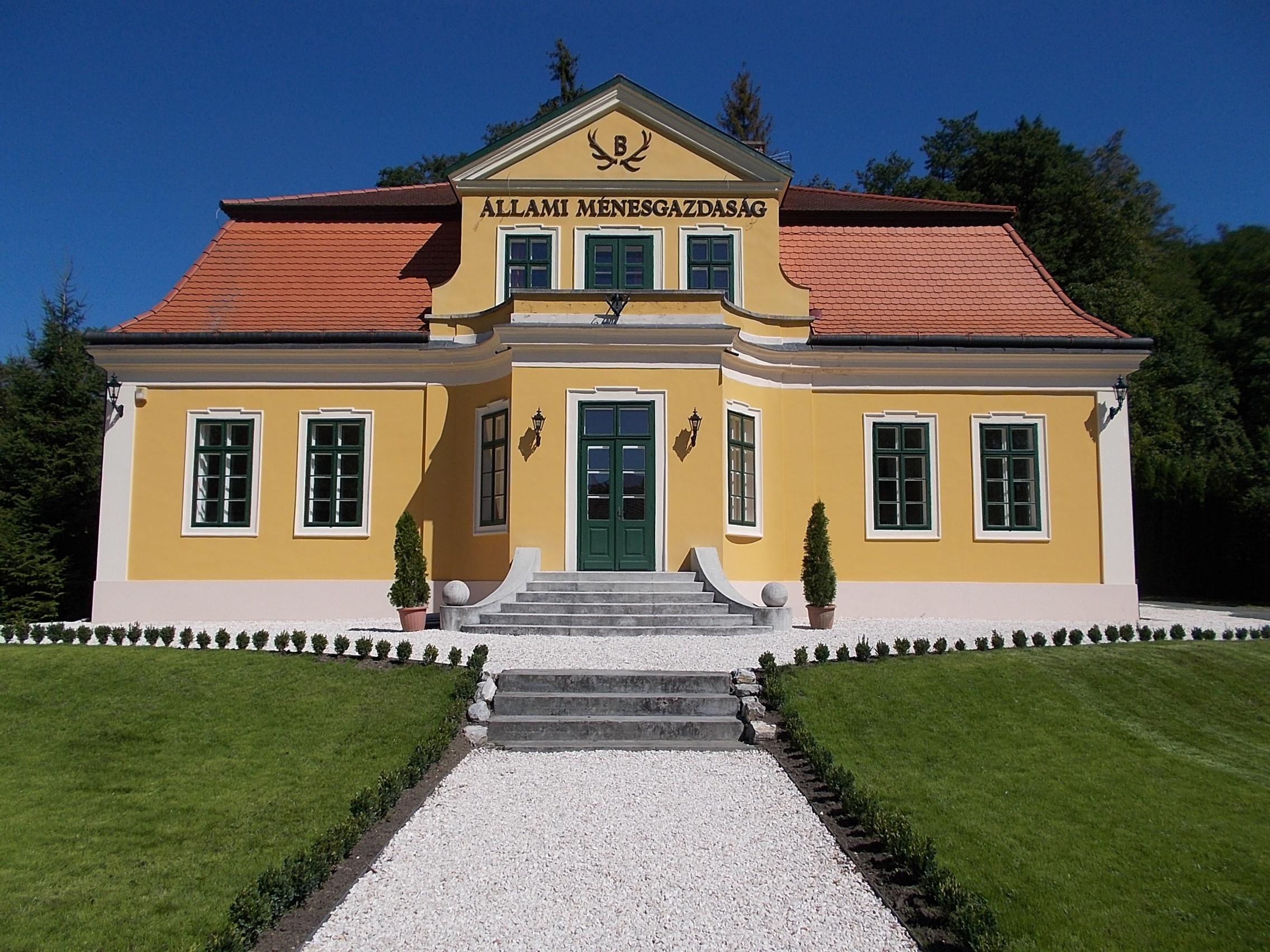
Hájovna na bývalém panství Szilvásvárad, stav 2016

Poválečná situace s majetky ve třech nyní od sebe odtržených státech pravděpodobně přiměla otce Alexandra k novému majetkovému uspořádání. Alfons Karel obdržel fideikomis Mindszent a Algyö, dále pak barokní palác na Dorotheergasse čp. 9 (Palais Starhemberg), který pro váznoucí pohledávky u banky „Versicherungsgesellschaft Donau” nakonec v roce 1919 za 1 mil. korun prodal. Palác odkoupil Dr. Hugo Schwerdtner, šéflékař „Zander-Institutu” pro fyzikální metody léčení. Ten vyrovnal dluh u banky, Alfonsovi vyplatil 300 000 korun v hotovosti a zavázal se platit 66letému markraběti Alexandrovi sen. roční doživotní rentu 10 000 rakouských korun. Alfons si za utrženou částku zakoupil byt ve 4. městském obvodě Wieden a další držel v Budapešti. Jinak pobýval na svých usedlostech v Maďarsku.
Maďarská pozemková reforma znamenala sice v novém státě také ztrátu půdy, ale oproti československé reformě měla rychlejší průběh. Stát se navíc snažil respektovat současné ceny pozemků a to ze dvou důvodů. Původní majitelé měli mít možnost se co nejrychleji etablovat v jiné sféře hospodářství a noví majitelé z řad bezzemků, domkářů a dělníků si „měli být vědomi hodnoty nabyté půdy”. Z popudu maďarského ministra zemědělství Julia von Rubinek vzniklo v roce 1920 na podporu maďarské pozemkové reformy tzv. „Somogy hnutí” (v župě Somogy), kdy velkostatkáři státu dobrovolně poskytovali část svých pozemků. Mezi prvními se nacházel Alfons Pallavicini, který Národnímu shromáždění nabídl 5 000 jiter půdy.
V roce 1922 se oženil s Marií z Wenckheimu, s kterou měl 4 děti: syna Karla, Friedricha, Alexandra a dceru Elisabeth. Alfons Pallavicini zemřel v roce 1958.
1. Alfons Karl Maria Pallavicini (1883–1958) ∞ (1922) Maria Wenckheim (1898–1977)
  1. Karl P. (1923–2004) ∞ Avogara degli Azzoni (1926–)
  2. Friedrich P. (1924–) ∞ 1. Maria Kinsky (1924–1960), ∞ 2. Helene Württemberg (1929–2021)
  3. Alexander P. (1929–1983) ∞ Mathilde Maleta (1936–)
  4. Elisabeth P. (1933–) ∞ 1. David Winthorp Hart (1927–2004), ∞ 2. Ferdinand Arco (1921–2004)

### Alexander Koloman Pallavicini
Alexander Koloman, markrabě Pallavicini, za Rakouska-Uherska c. k. komoří a nadporučík (Oberleutnant) Husarského regimentu č. 3 (k.u.k. Husarenregiment „Graf von Hadik“ Nr. 3), čestný rytíř Maltézského řádu, mladší syn Alexandra sen. se narodil 15. listopadu v Jemnici. Většinu času Alexander trávil s otcem a matkou na zámku v Jemnici, který po vzniku Československa a následném rozpadu rodového fideikomisu od roku 1925 spravoval, zrovna tak jako „Palais Pallavicini”. Na zámek v Jemnici přijížděla Alfonsova rodina zejména o Vánocích a době honů. Tíživá finanční situace po rozpadu monarchie a po konfiskaci majetku během pozemkové reformy v Československu a v Maďarsku se samozřejmě odrazila na životě celé rodiny.
Vzhledem k tomu, že rakouské úřady po válce vyměřily u „Palais Pallavicini” roční daň z bytu 82 000 zlatých korun, držel Alexander Pallavicini sen. se svým mladším synem pouze přední trakt paláce a více než dvě třetiny budovy od roku 1920 za 8000 šilinků pronajímali. V roce 1922 Magistrát města Vídně vyměřil novou cenu současně obývaných prostor (56 000 šilinků) a následně novou roční daň z bytu 26 500 šilinků. Do daně z bydlení byly započítané i neobývané velké sály v předním traktu, které se rodině nedařily kvůli špatnému vytápění, chybějícím menším místnostem a nevhodnému osvětlení velkými lustry pronajmout, čímž se daň navyšovala i za užívání nadstandardních bytových prostor.
V roce 1926 Alexander odprodal vilu v alpském stylu (Schweizer Chalet-Baustil) u Wörthersee ve Veldenu. Venkovské sídlo od Pallavicinů koupil Hubert Marischka, herec, operetní zpěvák a režisér. V roce 1931 zkrachovala Rotschildova „Amstelbanka” v Amsterodamu, kde měla uložené úspory také vysoká rakouská šlechta, mezi níž se nacházel i Alexander Pallavicini s vkladem 400 000 šilinků. V roce 1932 zakoupil od architekta Karla Hannauera a Leva Kůse za 2 100 000 Kč „Pension Arosa” (čp. 500, Praha-Košíře), dům pro kolektivní bydlení ve funkcionalistickém stylu.
Karel Hannauer v roce 1931 naplnil architektonický ideál Levé fronty, spatřovaný v kolektivním bydlení. Jeho Pension Arosa byl prvním uplatněním zásad kolektivního bydlení vůbec a je nejlépe provedenou stavbou tohoto druhu. Po své realizaci v roce 1932 vzbudil ohlas na mezinárodní architektonické scéně. V této čtyřpatrové řadové budově se v suterénu a přízemí nacházely vyčleněné centralizované funkce (kuchyně, prádelna, mandlovna, sušírna, žehlírna, společenská místnost, bufet a vrátný), v přízemí a patrech pak dva typy obytných buněk s úplným příslušenstvím. Penzion Arosa je dnes výrazně poškozen necitlivou přestavbou z devadesátých let.
Martina Hrabová, Zapomenutá vila Karla Hannauera ml. a sociologie rodinného bydlení
Přátelské vztahy s bývalou císařskou rodinou udržovali oba synové Alexandra P. sen. V roce 1934 Alexander jun. doprovázel mladého Ottu von Habsburg na jeho inkognito (pseudonym Otta, vévoda z Baru) cestě po Švédsku a Norsku. V roce 1936 se stal jedním ze dvou rakouských plnomocníků, kteří byli hlavou rodiny (Ottou von Habsburg) pověřeni převzetím navráceného habsburského majetku (palác Philipphof, komplex budov na Ungargasse, palác na Mariahilfer Straße, Kaiserhaus v Badenu, zámky Mattighofen, Mannersdorf, Eckartsau atd.) a cenných papírů v ceně 2 mil. šilinků.

### Soud se Státním pozemkovým úřadem
Soudní jednání se Státním pozemkovým úřadem a s Ministerstvem zemědělství ČR se táhla od roku 1923, kdy žaloba markraběte Alexandra sen. skončila na podkladě Trianonské mírové smlouvy 18. ledna 1929 před československo-maďarským Smíšeným rozhodčím soudem v Haagu. V roce 1924 pozemkový úřad vyvlastnil valnou část velkostatku Jemnice – Staré Hobzí. Zestátněno bylo 2 026 ha, 6 polesí, 4 dvory, cihelna a pila, 416 ha rozparcelováno drobným žadatelům a ze 439 ha, 6 dvorů, 3 lihovarů a škrobárny byly vytvořeny zbytkové statky. Kromě obou zámků, které stát vyhlásil za památkově chráněné objekty, zůstaly rodině Pallavicini ve vlastní režii 3 dvory (Jemnice, Louka, Tejnice), lihovar a 1 polesí, celková rozloha činila 636 ha. Vysoké Chvojno bylo, ačkoliv se Alexander sen. snažil o domluvu, vyvlastněno v roce 1931 celé. Vyplatit odškodné ve výši 20,5 mil. Kč se pozemkový úřad zdráhal a při podpisu smlouvy se snažil částku snížit o dalších 2,5 mil Kč, takže markrabě Alexander podal další žalobu. K vyplacení dlužné částky došlo až v lednu roku 1934, tedy po smrti Alexandra sen. Finanční odškodnění za Jemnici činilo 4 400 000,00 Kč, za Vysoké Chvojno, které rodina ztratila celé, 11 500 000,00 Kč. Podle rodinných zápisů bylo odškodnění hluboce pod skutečnou cenou.

### Koupě nového majetku
Vysouzené odškodné za konfiskovaný majetek v Československu si bratři Alfons a Alexander rozdělili rovným dílem. Alfons Pallavicini zakoupil v Maďarsku velkostatek se zámkem Taplany se 700 ha půdy (Táplánypuszta, nyní Töltéstava, okres Győr, župa Győr-Moson-Sopron), který z poloviny sdílel se synem Alexandrem (Sándorem) a Friedrichem (Freddym) Pallavicini, přičemž nemovitosti se zařízením patřily jen Friedrichovi. Jednalo se o zemědělskou oblast s chovem hovězího dobytka a ovcí. Zámek Taplany vystavěl maďarský baron Henrik Lévay, zakladatel prvních maďarských úvěrových institucí. Bratr Alexander (1890–1941) zakoupil od hraběte Maximiliana Attems-Gilleise lesní revír Dubodiel o rozloze kolem 1 000 ha u Veľké Hradné na Slovensku v lokalitě Považského Inovce. Vzhledem k tomu, že se u Dubodiel bez panského sídla nalézala pouze hájovna v osadě Patrovec, hlavní lesní úřad sídlil na zámku v Jemnici. Kolem roku 1936 nechal Alexander u hájovny přistavět hospodářskou část s bytem pro polesného, v roce 1937 odprodal zámek Staré Hobzí a v letech 1937–1939 si v Patrovci postavil nové sídlo. Alexander zemřel svobodný a bezdětný 26. prosince 1941 v Budapešti.

### Epilog
Za války byly na zámku v Jemnici uschovány vídeňské umělecké sbírky a zámek sloužil také jako ubytovna studentům vídeňské konzervatoře.
Na základě Benešových dekretů stát zámek s veškerým majetkem na panství rodině Pallavicini konfiskoval. Zámecké budovy následně využívala Československá lidová armáda k ubytování mužstva. Podle „Časopisu českých knihovníků” se na zámku nacházela bohatá knihovna o mnoha tisících svazcích., kterou v 50. letech převzala Studijní knihovna v Olomouci. Většina písemností byla nalezena v letech 1946, 1947 a 1949 na půdě zámku, roku 1950 převezena do Zemědělsko-lesnického archivu v Moravských Budějovicích a menší část převzala roku 1953 Správa lesního hospodářství v Jemnici. Archivní fond velkostatku Jemnice (nyní fond Velkostatek Jemnice a Staré Hobzí, Moravský zemský archiv v Brně) byl sestavován doslova z trosek. Zámecký inventář byl rozvezen po moravských zámcích. V roce 1994 přešel zámecký areál do majetku města Jemnice.
Nástupným dědicem by se podle rodové tradice stal nejstarší Alfonsův syn Karl (Karoly) Alexander, narozený 12. dubna 1923 v Budapešti. Po útěku z Maďarska v roce 1945 se nejprve v Německu vyučil v oboru bankovnictví, pak se přestěhoval do USA, kde nastoupil v New Yorku u banky Bank of America. Ta ho po několika letech vyslala jako svého zástupce do Itálie, kde se seznámil se svou budoucí chotí. V roce 1963 se ve svých čtyřiceti letech oženil s komtesou Avagora Degli Azzoni Avagadro (1926–). V roce 1972 se stal členem správní rady privátní rakouské banky a přestěhoval se s rodinou do Vídně. Po převratu podporoval své přátele v Maďarsku. Zemřel 25. července 2004 v Miláně. Z manželství vzešli synové Alfonso Pallavicini a Edoardo Pallavicini.